# Носенко, Александр Леонидович
Александр Леонидович Носенко (род. 4 апреля 1952, Дзауджикау) — советский украинский легкоатлет, специалист по толканию ядра. Выступал на всесоюзном уровне в 1970-х годах, серебряный и бронзовый призёр чемпионатов СССР, победитель первенств всесоюзного и республиканского значения, участник чемпионата Европы в помещении в Сан-Себастьяне. Представлял Киев и физкультурно-спортивное общество «Динамо». Мастер спорта СССР международного класса (1976).

## Биография
Александр Носенко родился 4 апреля 1952 года в городе Дзауджикау Северо-Осетинской АССР. В 1973 году окончил Северо-Осетинский государственный университет имени К. Л. Хетагурова.
Впоследствии переехал на постоянное жительство в Киев, выступал за Украинскую ССР и физкультурно-спортивное общество «Динамо».
Впервые заявил о себе на международном уровне в сезоне 1970 года, когда вошёл в состав советской сборной и выступил на юниорском европейском первенстве в Париже, где занял в зачёте толкания ядра итоговое шестое место.
В 1973 году в той же дисциплине выиграл бронзовую медаль на домашних соревнованиях в Киеве.
В 1974 году одержал победу на турнире в Харькове.
В 1975 году был лучшим в Киеве, завоевал бронзовую награду на чемпионате страны в рамках VI летней Спартакиады народов СССР в Москве.
В 1976 году стал вторым на всесоюзном турнире в Сочи, пятым в матчевой встрече со сборной Великобритании в Киеве, четвёртым на чемпионате СССР в Киеве — с личным рекордом 20,62 метра. По итогам сезона удостоен почётного звания «Мастер спорта СССР международного класса».
В 1977 году принял участие в чемпионате Европы в помещении в Сан-Себастьяне, где толкнул ядро на 19 метров ровно и занял с этим результатом седьмое место. Также в этом сезоне был вторым в матчевой встрече со сборной ФРГ в Сочи, четвёртым в матчевой встрече со сборными ГДР и Польши в Карл-Маркс-Штадте, выиграл серебряную медаль на чемпионате СССР в Москве.
В 1978 году победил на соревнованиях в Харькове, получил серебро на чемпионате СССР в Тбилиси.
В 1979 году отметился победами на турнирах в Сочи и Тбилиси.
В феврале 1980 года в Москве установил личный рекорд в толкании ядра в помещении — 20,33 метра. Выиграл всесоюзный турнир в Сочи.
В сентябре 1981 года завоевал золотую награду на соревнованиях в Одессе.